# 2月8日
2月8日是公历（平年）一年中的第39天，离全年结束还有326天（闰年则还有327天）。

## 大事记

### 20世纪以前
- 421年：君士坦提乌斯三世加冕为西羅馬帝國皇帝。
- 1238年：蒙古军队攻占并焚烧俄罗斯城市弗拉基米尔。
- 1250年：第七次十字軍東征：埃及阿尤布王朝在法里斯庫爾戰役（英语：Battle of Fariskur (1250)）中擊敗並俘虜法蘭西國王路易九世。
- 1575年：荷蘭革命領袖奧倫治親王威廉一世在萊頓建立萊頓大學，是荷蘭最古老的大學。
- 1587年：在巴宾顿阴谋遭到揭发后，英格兰女王伊莉莎白一世处死前苏格兰女王玛丽一世。
- 1807年：埃劳战役以法国军队的胜利而告终。
- 1879年：加拿大工程師史丹佛·佛萊明在皇家學院首次提出全世界按統一標準劃分世界時。

### 20世紀
- 1902年：梁启超在日本创办《新民丛报》。
- 1904年：日本海军在未宣战情况下攻击停泊在旅顺口的俄罗斯海军，日俄战争爆发。
- 1915年：美国导演D·W·格里菲斯执导的《一个国家的诞生》上映，为最具社会影响力的美国电影之一。
- 1924年：吉·喬恩成為美國第一個被合法使用毒氣室處死的罪犯。
- 1942年：日本军队横渡柔佛海峡，新加坡戰役爆发。
- 1945年：英加联军展开真實行動，扫荡莱茵河西岸的德军。
- 1948年：朝鮮人民軍成立。
- 1948年：第二次世界大戰後舉辦的首屆冬季奧運閉幕式在瑞士聖莫里茲舉行。
- 1950年：東德成立国家安全机构史塔西。
- 1960年：星光大道在美國加利福尼亞州洛杉磯的好萊塢正式破土動工。
- 1963年：伊拉克的阿拉伯復興社會黨发动斋月革命，企图推翻阿卜杜勒-卡里姆·卡塞姆的政权。
- 1970年：多名主張臺灣獨立的政治犯於泰源監獄發起武裝行動，企圖推翻中華民國政府，事後江炳興等5名領導者以叛亂罪遭到槍決。
- 1971年：美国纽约证券交易所那斯达克开始交易，是世界上第一个电子化的股票市场。
- 1971年：越南共和國陸軍发动藍山719行動，攻入老挝并企图切断越南人民军的胡志明小道。
- 1974年：美國太空實驗室再入地球。
- 1979年：中华人民共和国和葡萄牙正式建立邦交，並確定澳門的主權歸還問題。
- 1979年：德尼·萨苏-恩格索正式就任刚果共和国总统。
- 1984年：第14屆冬季奧運在南斯拉夫塞拉耶佛開幕。
- 1986年：加拿大艾伯塔发生欣頓列車相撞事故，造成23人死亡，71人受伤。
- 1992年：第16屆冬季奧運在法國阿爾貝維爾開幕。

### 21世紀
- 2002年：澳門博彩業經營權由澳門博彩股份有限公司、永利及銀河奪得，結束了以何鴻燊為首的單一經營權的局面
- 2002年：第19屆冬季奧運在美國鹽湖城開幕。
- 2016年：香港因小販管理問題引發一次嚴重警民衝突，是日為農曆新年的年初一。
- 2018年：美國道琼斯工业平均指数一周內第二次急挫過千點，收市跌1,032點。

## 出生
- 882年：穆罕默德·本·突格傑·伊赫什德，阿拔斯王朝將領（946年逝世）
- 1405年：君士坦丁十一世，拜占庭帝國最後一位皇帝（1453年逝世）
- 1514年：達尼埃萊·巴爾巴羅，義大利神職人員、外交官（1570年逝世）
- 1552年：泰奧多爾-阿格里帕·多比涅，法國詩人、士兵（1630年逝世）
- 1700年：丹尼尔·伯努利，瑞士数学家（1782年逝世）
- 1718年：錢德明，法國耶穌會傳教士（1793年逝世）
- 1720年：櫻町天皇，日本第115代天皇（1750年逝世）
- 1762年：阮福映，越南阮朝開國君主（1820年逝世）
- 1777年：貝爾納·庫爾圖瓦，法國化學家（1838年逝世）
- 1792年：巴伐利亞的卡羅琳·奧古斯塔，奥地利帝国皇后（1873年逝世）
- 1799年：約翰·林德利，英國植物學家（1865年逝世）
- 1805年：路易·奥古斯特·布朗基，法国早期工人运动杰出领袖（1881年逝世）
- 1807年：班傑明·瓦特豪斯·郝金斯，英國藝術家（1894年逝世）
- 1819年：約翰·拉斯金，英國作家與藝術評論家（1900年逝世）
- 1820年：威廉·特库姆塞·舍曼，美國聯邦軍將領（1891年逝世）
- 1828年：儒勒·凡爾納，法國小說家、劇作家、詩人，被譽為「科幻小說之父」（1905年逝世）
- 1834年：季米特里·门捷列夫，俄國化學家，元素週期表的發現者（1907年逝世）
- 1842年：約翰·卜內，英國實業家、政治人物（1919年逝世）
- 1856年：莊士勳，臺灣舉人、詩人、書法家（1918年逝世）
- 1857年：伊麗莎白·安娜，普鲁士王国公主（1895年逝世）
- 1874年：朝鮮純宗李坧，大韓帝國末代皇帝（1926年逝世）
- 1876年：保拉·莫德索恩-贝克尔，德国画家，早期表现主义的重要代表人物之一（1907年逝世）
- 1883年：約瑟夫·熊彼得，奧地利政治經濟學家（1950年逝世）
- 1897年：扎基尔·侯赛因，印度政治人物，第3任印度總統（1969年逝世）
- 1902年：德王，內蒙古王公（1966年逝世）
- 1902年：羅斯伯爵夫人安妮·帕森斯，英國社交名流（1992年逝世）
- 1903年：东姑阿都拉曼，首任馬來西亞首相、国父（1990年逝世）
- 1921年：拉娜·特纳，美國電影演員（1995年逝世）
- 1921年：蔡瑞月，臺灣舞蹈家（2005年逝世）
- 1922年：尤里·阿維爾巴赫，俄羅斯西洋棋特級大師（2022年逝世）
- 1924年：坎代·西潘敦，寮國政治家，曾任老撾國家主席（2025年逝世）
- 1925年：傑克·萊蒙，美國男演員（2001年逝世）
- 1929年：羅傑·伯恩，英格蘭職業足球運動員（1958年逝世）
- 1931年：詹姆斯·狄恩，美國電影演員（1955年逝世）
- 1932年：約翰·威廉斯，美國電影作曲家、指揮家
- 1933年：彼得·曼斯菲爾德，英國物理學家，2003年諾貝爾生理學或醫學獎得主（2017年逝世）
- 1934年：龍剛，香港導演（2014年逝世）
- 1936年：盧在鳳，韓國政治人物，第22任韓國國務總理（2024年逝世）
- 1939年：何塞·马利亚·西松，菲律宾作家、活动家，菲律宾共产党建党主席，人民斗争国际联盟创始人（2022年逝世）
- 1940年：玻丹·帕琴斯基，波蘭天文學家（2007年逝世）
- 1940年：盛竹如，台灣電視主持人，经理人
- 1941年：楊洪基，中國男歌唱家
- 1944年：塞巴斯蒂昂·薩爾加多，巴西攝影師、攝影記者（2025年逝世）
- 1947年：約翰·羅爾，美國聯邦地區法官（2011年逝世）
- 1947年：易中天，中國作家、学者
- 1948年：許仕仁，香港政界人物、前政务司司长
- 1952年：鄉里大輔，日本男性聲優（2010年逝世）
- 1952年：苗可秀，香港女演員
- 1954年：楊泮池，臺灣醫學家
- 1955年：約翰·葛里遜，美國作家
- 1957年：羅伯特·S·卡皮托，美國商人、投資家，貝萊德共同創辦人兼總裁
- 1959年：山田詠美，日本小說家
- 1959年：毛里西奧·馬克里，阿根廷政治人物，第53任阿根廷總統
- 1960年：貝尼格諾·阿基諾三世，菲律賓政治人物，第15任菲律賓總統（2021年逝世）
- 1961年：濱村弘一，日本企業家、編輯
- 1962年：辛曉琪，台灣歌手
- 1963年：姜愛心，韓國女演員
- 1965年：張衛健，香港男藝人
- 1969年：五十嵐寒月，日本漫畫家
- 1970年：阿朗佐·莫寧，美國NBA職業籃球運動員
- 1971年：陸川，中國導演
- 1972年：土田大，日本男性聲優、演員
- 1973年：馬念先，台灣演員、歌手、主持人
- 1973年：川島得愛，日本男性聲優
- 1974年：賽斯·葛林，美國男演員、喜劇演員、配音員、電視製作人
- 1976年：劉嘉鴻，香港政治人物
- 1977年：鈴木央，日本漫畫家，代表作《七大罪》
- 1979年：邓超，中國演員
- 1980年：楊威，中國體操運動員
- 1980年：威廉·傑克森·哈珀，美國男演員
- 1982年：洪巧玲，菲律賓選美皇后
- 1983年：池周娟，韓國女演員
- 1984年：文太裕，韓國男演員
- 1985年：王宇佐，台灣網球運動員
- 1985年：張永政，台灣演員
- 1986年：曾治豪，台灣男歌手
- 1986年：希馮·澤利斯，加拿大科技主管、風險投資家
- 1987年：徐良，中國男歌手
- 1988年：佐佐木希，日本模特兒、女歌手、演員
- 1990年：楊駿文，台灣歌手
- 1990年：白珍熙，韓國女演員
- 1990年：克雷·湯普森，美國職業籃球運動員
- 1991年：南優鉉，韓國男子偶像團體INFINITE成員
- 1993年：戴萌，中國女子偶像團體SNH48成員
- 1994年：江旻憓，香港女子擊劍運動員
- 1994年：高山一實，日本女子偶像團體乃木坂46成員
- 1995年：吉川尚輝，日本職業棒球運動員
- 1995年：宋允亨，韓國男子偶像團體iKON成員
- 1995年：約書亞·基米希，德國足球運動員、慈善家
- 1995年：亞歷山德魯·米特里策，羅馬尼亞職業足球運動員
- 1996年：郭麒麟，中國相聲演員
- 1996年：洪助昇，香港歌手、演員
- 1996年：藤原丈一郎，日本男子偶像團體浪花男子成員
- 1997年：凯瑟琳·纽顿，美国女演員
- 1998年：花井美春，日本女性聲優
- 1998年：八村壘，日本職業籃球運動員
- 2001年：梁精寅，韓國男子偶像團體Stray Kids成員
- 2002年：傑登·菲洛根，英格蘭職業足球運動員
- 2003年：連恩·德拉普，英格蘭職業足球運動員
- 生年不詳：志崎樺音，日本女性聲優
- 生年不詳：所河仁美，日本女性聲優

## 逝世
- 1045年：藤原定賴，日本平安時代公卿、歌人（995年出生）
- 1265年：旭烈兀，蒙古的西南亚征服者，伊儿汗国的建立者（1217年出生）
- 1302年：甘麻剌，元朝晋王，元世祖之孙，真金太子之子，1324年1月，元泰定帝追尊甘麻剌为元显宗。（1263年出生）
- 1587年：瑪麗一世，蘇格蘭女王（1542年出生）
- 1709年：朱塞佩·托雷利，義大利小提琴家、作曲家（1658年出生）
- 1725年：彼得大帝，俄羅斯沙皇（1672年出生）
- 1849年：弗兰策·普列舍仁，斯洛維尼亞詩人，《十四行詩集》作者（1800年出生）
- 1871年：莫里茨·馮·施溫德，奧地利畫家（1804年出生）
- 1884年：開芝瓦約，祖魯國王（1826年出生）
- 1894年：羅伯特·麥可·貝冷丁，蘇格蘭作家（1825年出生）
- 1915年：長塚節，日本歌人、小說家（1879年出生）
- 1921年：彼得·克魯泡特金，俄國革命家、地理學家，「無政府共產主義」創始人（1842年出生）
- 1922年：樺山資紀，日本軍事人物、政治人物，首任臺灣總督（1837年出生）
- 1935年：馬立峰，中國共產黨早期領導人（1909年出生）
- 1936年：查爾斯·柯蒂斯，美國政治人物，第31任美國副總統（1860年出生）
- 1946年：費利克斯·霍夫曼，德國化學家（1868年出生）
- 1946年：南弘，日本政治人物，第15任臺灣總督（1869年出生）
- 1957年：瓦尔特·博特，德国物理学家、数学家、化学家，1954年諾貝爾物理學獎得主（1891年出生）
- 1957年：馮·諾伊曼，匈牙利裔美國數學家，現代電腦創始人之一（1903年出生）
- 1974年：弗里茨·兹威基，瑞士天文学家（1898年出生）
- 1996年：李升基，北韓化學家（1905年出生）
- 1998年：以諾·鮑威爾，英國政治家、古典學者、作家、軍人（1912年出生）
- 2002年：王鼎昌，新加坡首任民選總統（1936年出生）
- 2003年：杏林子，原名劉俠，台灣殘障作家（1942年出生）
- 2006年：朱匯森，中華民國教育人士（1911年出生）
- 2006年：伊福部昭，日本作曲家、編曲家（1914年出生）
- 2007年：楊啟彥，香港政府前高官，九廣鐵路公司前總裁（1941年出生）
- 2014年：麦孔·佩雷拉·德·奥利维拉，巴西足球員（1988年出生）
- 2017年：松野莉奈，日本女子偶像團體「私立惠比壽中學」成員（1998年出生）
- 2021年：瑪麗·威爾遜，美國女歌手（1944年出生）
- 2022年：比爾·林哈德，美國男子籃球運動員（1930年出生）
- 2022年：呂克·蒙塔尼耶，法國病毒學家，2008年諾貝爾生理學或醫學獎得主（1932年出生）
- 2022年：明金成，台灣導演、演員（1970年出生）
- 2023年：伯特·巴卡拉克，美國男歌手、詞曲作者、作曲家、唱片製作人、鋼琴家（1928年出生）
- 2023年：伊万·西拉耶夫，俄羅斯政治人物，前任蘇聯總理（1930年出生）
- 2023年：米洛斯拉夫·布拉澤維奇，克羅埃西亞足球教練（1935年出生）
- 2024年：郭常喜，臺灣刀劍工藝師（1946年出生）
- 2025年：薩姆·努喬馬，納米比亞政治人物，首任納米比亞總統（1929年出生）

## 节假日与风俗
- ：建军节（朝鲜人民军于1948年2月8日组建成立，朝鲜劳动党中央委员会政治局在2018年宣布将2月8日定为建军节[1]）
- 斯洛維尼亞：普列舍仁日
- 印度：求婚日（英语：Propose Day）
- 盧森堡：工程師節